# Sivers Lab
Sivers Lab är ett tidigare svenskt företag som bildades av Carl von Sivers 1951. Sivers Lab tillverkade ursprungligen mekanisk mätutrustning för mikrovågor. Sedan 1960-talet har företaget etablerats som en ledande tillverkare av roterskarvar och vågledaromkopplare som används inom radar och kommunikationsapplikationer. 
Sivers Lab knoppades av från Sivers IMA 1997 och såldes till Cobham Defense Electronic Systems, där det ingår i Cobham Sensor Systems. Det har idag en betydande roll som underleverantör till flertalet av världens radartillverkare.